# Fenoliga
Fenoliga je nenaseljeni otočić jugozapadno od najjužnijeg istarskog rta Kamenjaka.
Površina otoka je 24.581 m2, duljina obalne crte 614 m, a visina 6 metara.
Značajan je kao jedno od najbogatijih nalazišta otisaka dinosaurovih stopala u Europi. Na otoku su pronađeni i fosili rudista iz rodova Durania, Gorjanovicia, Radiolites i Praeradiolites.